# 诺干诺尔
诺干诺尔是一个位于中国青海省乌兰县的湖泊，面积约为12.3平方千米。